# Автокран
Автокранът е товароподемна машина. Представлява самоходно шаси с монтирана подемна стрела и две кабини. Едната е на въртяща се надстройка и служи за управление на крана, а другата – за шофиране. Обикновено дължината на стрелата е над 20 m. Някои от най-големите производители на автокранове са Гроув, Терекс, Линк-Белт и Либхер.